# Lophocharis turanica
Lophocharis turanica is een raderdiertjessoort uit de familie Mytilinidae. De wetenschappelijke naam van deze soort is voor het eerst geldig gepubliceerd in 1992 door Mirabdullaev.